# 済南王氏
済南王氏（チェナムァンし、さいなんおうし、朝鮮語: 제남왕씨）は、朝鮮の氏族の一つ。本貫は中華人民共和国山東省済南市である。2015年の調査では595人である。
始祖は、中国済南市出身の王以文である。清の順治帝が明の崇禎帝の関係者を滅亡させるため、王以文を瀋陽に抑留した。その後、丙子の乱で清の人質となり瀋陽に抑留されていた鳳林大君と意気投合し、鳳林大君が解放されるとともに李氏朝鮮に移住・帰化した。鳳林大君は、帰国する際に、清の反感と明の復興を望む9人の中国人（黄功、王文祥、王以文、王美承、馮三仕、裵三生、鄭先甲、楊福吉、柳溪山）を連れ帰った。王以文は後、宮中で孝宗（即位後の鳳林大君）と寝食を共にし、北伐計画を練った。その後、王は通政大夫と承政院左承旨を追贈された。

## 集姓村
- 京畿道加平郡
- 京畿道開豊郡
- 京畿道楊州郡
- 京畿道楊平郡
- 京畿道高陽郡[2]